# Список умерших в 1315 году

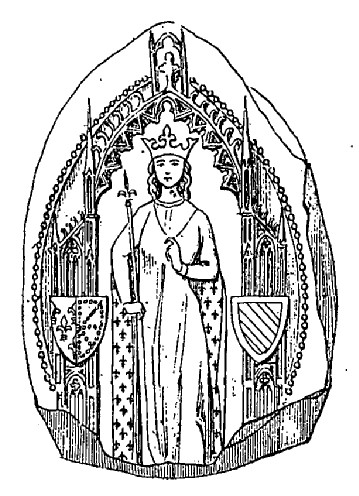
Маргарита Бургундская

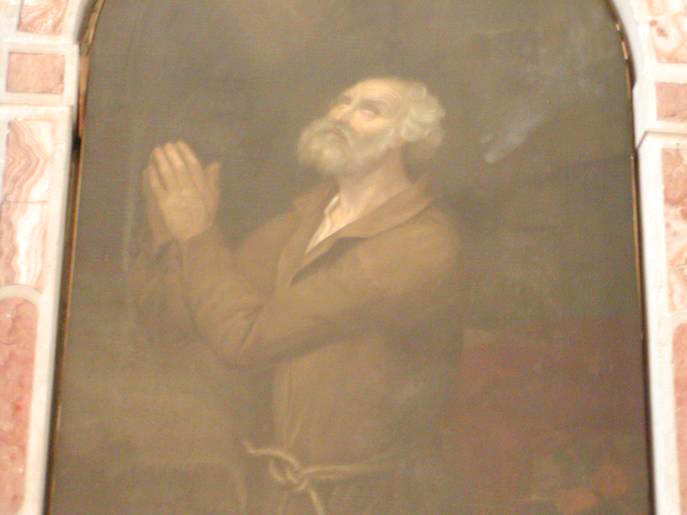
Арриго да Больцано

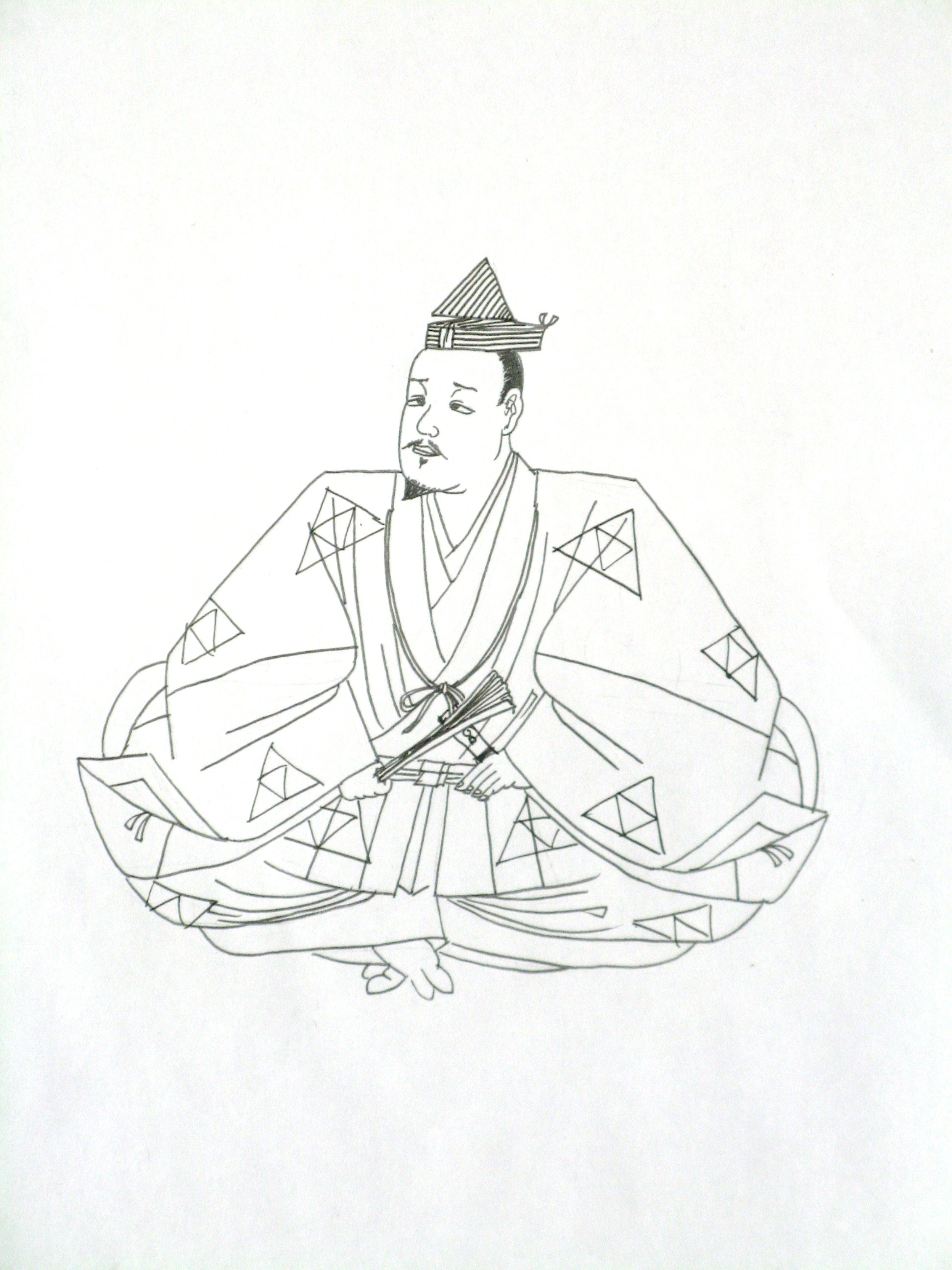
Ходзё Хиротоки

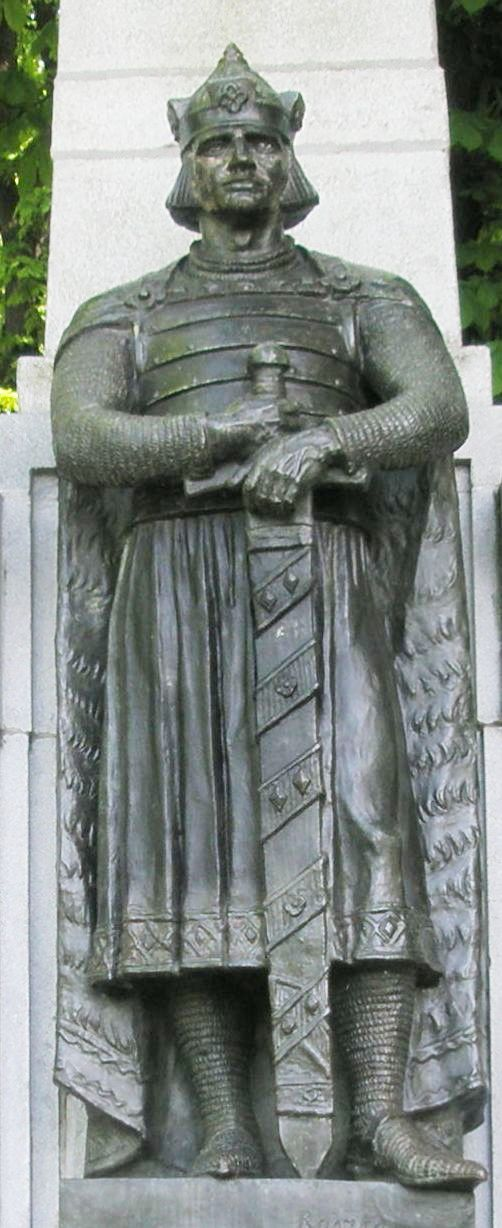
Мешко I Цешинский

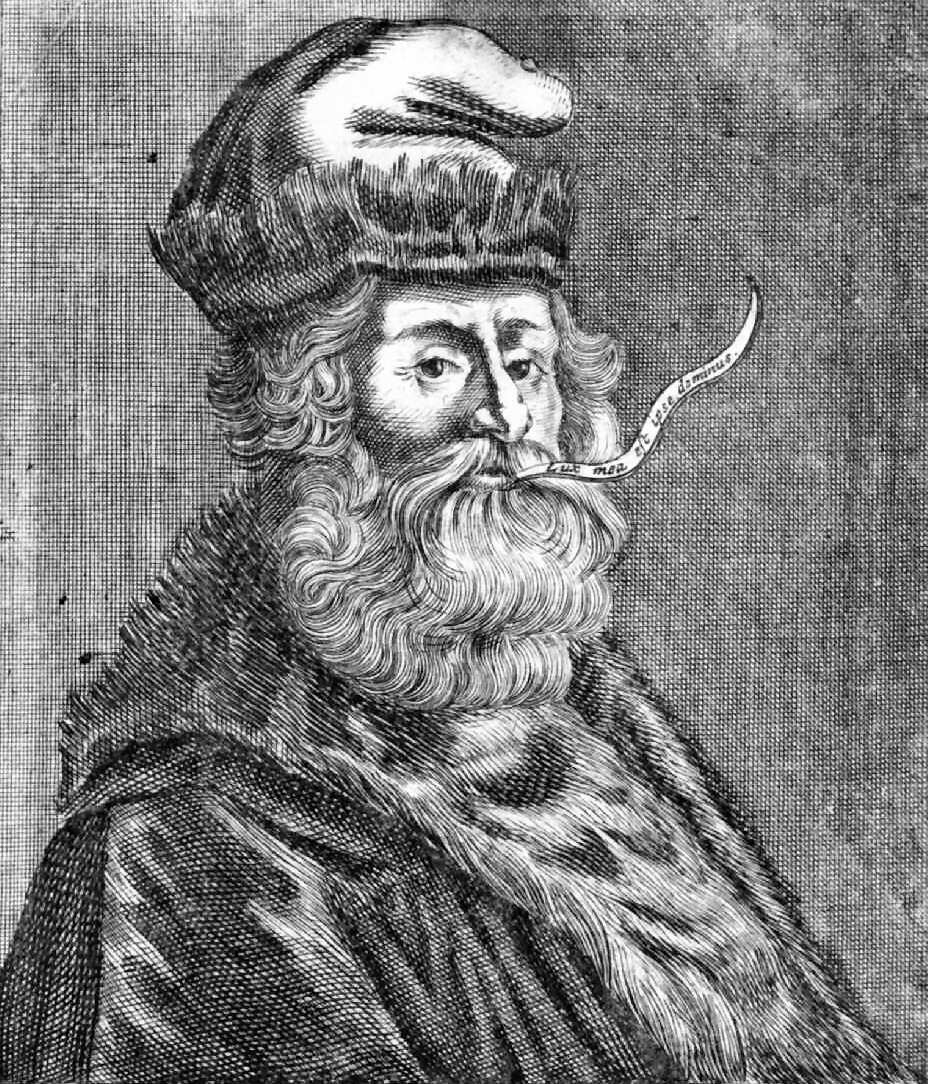
Раймунд Луллий

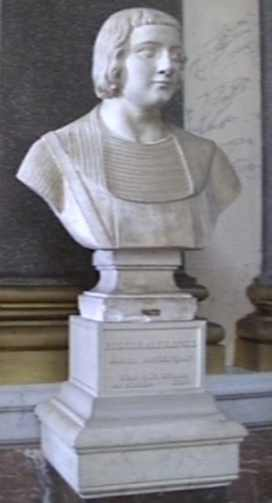
Роберт Бургундский

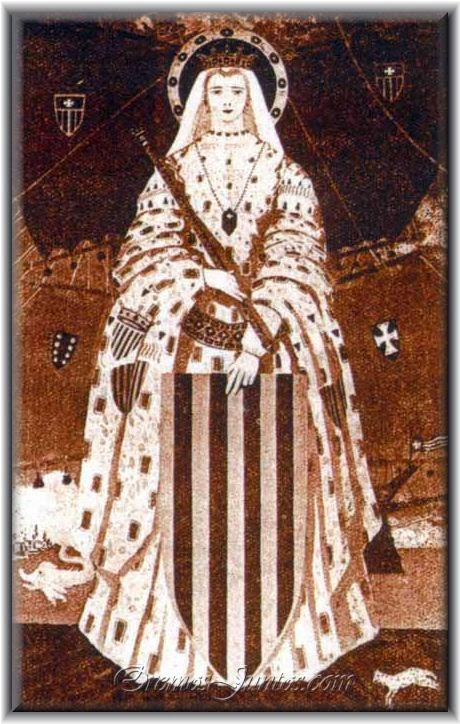
Эскларамунда де Фуа

В этой статье представлен список известных людей, умерших в 1315 году.
См. также: Категория:Умершие в 1315 году

## Январь
- 3 января — Оттобуоно ди Рацци[англ.]	— епископ Падуи (1299—1302), патриарх Аквилеи (1302—1315)

## Февраль
- Маргарита де Виллардуэн — претендентка на трон Ахейского княжества.

## Март
- 7 марта — Робер де Аркур[фр.] — епископ Кутанса (1291—1315)
- 10 марта — Агнесса Бланбекин[фр.] — австрийский мистик, местночтимая святая

## Апрель
- 1 апреля — Филипп Ле Буланже[фр.] — епископ Се (1295—1315)
- 2 апреля — Симон Гентский[англ.] — канцлер Оксфордского университета (1291—1293), епископ Солсбери (1297—1315)
- 3 апреля — Джакопо Бертальдо[итал.] — епископ Крка (?—1315)
- 9 апреля
  - Гульельмо Лонги[итал.] — кардинал-дьякон de S. Nicola in Carcere Tulliano (1294—1315)
  - Убальдо Адимари[итал.] — святой римско-католической церкви[1].
- 29 апреля — Андре Лемуан[фр.] — епископ Нуайона (1304—1315)
- 30 апреля:
  - Ангерран де Мариньи — советник короля Франции Филиппа IV Красивого; казнён;
  - Маргарита Бургундская — жена короля Франции и Наварры (номинально) Людовика X. Вероятно, убита в тюрьме.

## Май
- 1 мая — Маргарита Бранденбургская — жена короля Польши Пшемысла II
- 7 мая — Изабелла де Сабран[исп.] — жена Фернандо Мальоркского, мать короля Мальорки Хайме III
- 9 мая — Гуго V — герцог Бургундии (1306—1315), титулярный король Фессалоник (1306—1313)
- 13 мая — Адольф VI — граф Гольштейн-Пиннеберг (1290—1315)

## Июнь
- 7 июня — Балиан Ибелин — титулярный князь Галилеи (1304/05 — 1315). По другой версии умер в тюрьме 18 мая 1316
- 10 июня — Арриго да Больцано[итал.] — святой римско-католической церкви, покровитель Тревизо.
- 21 июня — Гуго Ибелин — представитель влиятельного кипрского феодального рода Ибелинов, один из участников мятежа баронов против короля Генриха II де Лузиньяна и установления регентства в 1306 году.

## Июль
- 24 июля — Оттон II — последний князь Ангальт-Ашерслебена (1304—1315)

## Август
- 12 августа — Ги де Бошан — граф Уорик (1298—1315).
- 18 августа — Ходзё Хиротоки[англ.] — сиккэн Японии (1312—1315)
- 29 августа:
  - Карл Тарентский — старший сын и наследник Филиппа I Тарентского, погиб в битве при Монтекатини;
  - Петер Темпеста[англ.] — граф Эболи (1306—1315), погиб в битве при Монтекатини.
- 31 августа — Андреа Дотти[итал.] — итальянский святой римско-католической церкви[2].

## Сентябрь
- 13 сентября — Ульрих Фон Колдиц[нем.] — епископ Наумбурга (1304—1315)

## Октябрь
- 6 октября — Вайхард Поллхаймский[нем.] — архиепископ Зальцбурга (1312—1315)

## Декабрь
- 6 декабря — Уильям Гринфильд[англ.] — лорд-канцлер Англии (1302—1305), архиепископ Йоркский (1306—1315)
- 13 декабря — Гастон I де Фуа — граф де Фуа, виконт де Беарн, де Габардан, де Кастельбон и де Сердань, князь-соправитель Андорры (1302—1315), виконт де Марсан (1313—1315)

## Дата неизвестна или требует уточнения
- Эдуард Бёрнелл, английский аристократ, 1-й барон Бёрнелл (с 1311).
- Гуго де Бо де Куртезон — военачальник Сицилийского королевства, граф Солето (1304—1315), погиб в бою у моста на Танаро
- Джованни Пизано — итальянский скульптор и архитектор
- Жан I де Шалон-Арле — сеньор д’Арле (с 1267), виконт Безансона (с 1295), основатель дома Шалон-Арле.
- Жан V де Вандом — граф Вандома (1271—1315)
- Жан Питард[англ.] — французский королевский хирург, по предложению которого в 1270 году было создано общество Косьмы и Дамиана
- Иван Михайлович — князь Стародубский (1281—1315).
- Изабелла д’Ибелин[англ.] — синьора-консорт Никосии, мать королевы Кипра Алисы д'Ибелин
- Иоганн II — граф Ольденбурга (1285–1315), предок по прямой мужской линии королей Дании, Швеции и Норвегии, российских императоров, начиная с Петра III.
- Иштван Акош — венгерский дворянин, палатин Венгрии (1301—1307)
- Кахаимоелеа[англ.] — правитель (алия) Гавайских островов (1285—1315).
- Джон де Клинтон — первый барон Клинтон (1298—1315).
- Ладислав III Кан — воевода Трансильвании (1295—1315).
- Мешко I Цешинский — князь Рициборжский (1281/1282 — 1290), первый князь Тешинский (1290—1315)
- Менахем Меири — средневековый раввин эпохи Ришоним, комментатор Талмуда.
- Скарпетта Орделаффи, итальянский кондотьер, правитель Форли (1295—1315).
- Раймунд Луллий — каталанский миссионер, поэт, философ и теолог, один из наиболее влиятельных и оригинальных мыслителей европейского высокого Средневековья. Луллий считается одним из родоначальников европейской арабистики и комбинаторики, святой римско-католической церкви, убит мусульманами.
- Роберт Бургундский — титулярный пфальцграф Бургундии (1303—1315).
- Хуан Нуньес II де Лара — глава кастильского дома Лара (1294—1315)
- Эскларамунда де Фуа — жена короля Майорки Хайме II